# Майское поле (фильм)
«Майское поле» (итал. Campo di maggio) — фильм 1935 года, снятый режиссёром Джоваккино Форцано.

## Производство
Драма, которая была первоначально написана Джоваккино Форцано в одиночку, была впервые поставлена в Театро Аржентина в Риме 18 декабря 1930 года театральной труппой Za-bum под руководством Марио Маттоли. Бенито Муссолини разрешил своему другу Форцано поместить его имя на плакаты, предназначенные для выступлений за рубежом. С этого началось сотрудничество между режиссёром и Муссолини. Возможно, написанное вдвоём, или же только задуманное или предложенное дуче (который впоследствии внёс в пьесу некоторые изменения), произведение не имеет особых художественных или исторических достоинств, кроме создания некой параллели между Муссолини и Наполеоном Бонапартом, исторической фигурой, столь любимой родоначальником итальянского фашизма. История навеяна антипарламентской пропагандой: французский парламентаризм мешал Наполеону действовать и мог привести к гибели Империи. Отсюда проистекает требуемая режиму демонстрация бесполезности Палаты депутатов и необходимости сильного лидера для правильного управления государством.
Фильм был утерян после падения фашизма; впоследствии была найдена рабочая копия с множеством лакун. Как и в театральном представлении, в фильме прослеживаются история последних ста дней наполеоновской эпопеи. Фильм был снят на кинофабрике Тиррении, первого города итальянского кинематографа; натурные съёмки происходили в Колле-ди-Валь-д’Эльса. Он демонстрировался во Франции под названием «Сто дней».
Была также снята немецкоязычная версия фильма режиссёра Франца Венцлера.